# Grenada (miasto w Hiszpanii)
Grenada (hiszp. Granada) – miasto w południowej Hiszpanii, w Andaluzji. W późnym średniowieczu centrum ostatniego państwa muzułmańskiego na Półwyspie Iberyjskim, obecnie stolica prowincji.

## Historia
- VII w. p.n.e. powstanie osady Iberoceltów utrzymującej kontakty z Fenicjanami, Kartagińczykami i Grekami;
- W V w. p.n.e. kolonia grecka o nazwie Elibyrge lub Elybirge;
- Po I wojnie punickiej opanowana przez Kartaginę;
- W czasie II wojny punickiej zdobyta przez Rzymian; zmiana nazwy na Illiberis. Cezar nadał osadzie nazwę Municipium Florentinum Iliberitanu, skróconą później do Florentia;
- Po najeździe Wizygotów siedziba biskupstwa oraz administracji świeckiej;
- 551–615 Granada pod panowaniem cesarstwa bizantyńskiego;
- 615–711 w królestwie Wizygotów;
- W 711 r. założona przez Arabów w pobliżu starożytnej osady iberyjskiej i rzymskiej o nazwie Garnata lub Garnata al-Yahud;
- Od 1013–1091 stolica niezależnego państwa berberyjskich Zirydów;
- 1091–1145 w państwie Almorawidów;
- 1147–1238 pod rządami Almohadów;
- W latach 1238–1492 stolica emiratu, rozkwit miasta po zawarciu przymierza z Kastylią. Schronienie znaleźli tutaj islamscy wygnańcy z Kordoby i Sewilli, po zajęciu przez chrześcijan północnej i zachodniej Andaluzji. Grenada stała się największym i najbogatszym miastem Półwyspu Iberyjskiego[potrzebny przypis];
- 1246 pod zwierzchnictwem (lenno) Kastylii;
- 2 stycznia 1492 przejęta przez Kastylię jako ostatni punkt oporu muzułmanów;
- W 1492 utworzenie arcybiskupstwa;
- 1501 muzułmanom dano do wyboru – chrzest lub wygnanie;
- 1504 budowa kaplicy królewskiej Capilla Real – miejsca pochówku Królów Katolickich;
- 1511 budowa Hospital Real;
- 1523 początek budowy katedry;
- W 1526 założenie uniwersytetu;
- 1526 – budowa pałacu Karola V w Alhambrze;
- Po wygnaniu w 1609–14 morysków (Arabów, którzy przeszli na katolicyzm) regres gospodarczy;
- 28 stycznia 1810–16 września 1812 pod okupacją francuską;
- W czasie wojny domowej po stronie Republiki. W sierpniu 1936 zdobyta przez wojska gen. Franco.

## Geografia
Położona w dolinie rzeki Genil (dopływ Gwadalkiwiru), w Górach Betyckich. W pobliżu najwyższe pasmo Półwyspu Iberyjskiego – Sierra Nevada, a za nim Morze Śródziemne z Costa del Sol.

### Klimat
| Miesiąc | Sty  | Lut  | Mar  | Kwi  | Maj  | Cze  | Lip  | Sie  | Wrz  | Paź  | Lis  | Gru  | Roczna |
| --- | ---- | ---- | ---- | ---- | ---- | ---- | ---- | ---- | ---- | ---- | ---- | ---- | ------ |
| Średnie temperatury w dzień [°C]                                                                                   | 12.6 | 14.6 | 18.0 | 19.5 | 24.0 | 30.2 | 34.2 | 33.5 | 28.7 | 22.6 | 16.5 | 13.1 | 22,3   |
| Średnie dobowe temperatury [°C]                                                                                    | 6.8  | 8.5  | 11.4 | 13.1 | 17.1 | 22.5 | 26.0 | 25.5 | 21.6 | 16.3 | 10.9 | 7.9  | 15,7   |
| Średnie temperatury w nocy [°C]                                                                                    | 1.1  | 2.4  | 4.8  | 6.8  | 10.2 | 14.7 | 17.7 | 17.6 | 14.4 | 10.1 | 5.3  | 2.7  | 9,0    |
| Opady [mm] | 41   | 33   | 35   | 37   | 30   | 11   | 2    | 3    | 23   | 38   | 50   | 50   | 352    |
| Średnia liczba dni z opadami                                                                                       | 5.8  | 5.6  | 5.1  | 6.3  | 4.7  | 1.7  | 0.3  | 0.6  | 2.7  | 5.1  | 6.7  | 7.2  | 51,9   |
| Wilgotność [%] | 72   | 68   | 60   | 57   | 51   | 43   | 37   | 41   | 51   | 62   | 71   | 75   | 57     |
| Średnie usłonecznienie [h]                                                                                         | 170  | 172  | 219  | 234  | 280  | 331  | 362  | 330  | 254  | 211  | 164  | 148  | 2881   |
| Źródło: Agencia Estatal de Meteorología (liczba dni z opadami dla wartości 1 mm, wysokość 687 m n.p.m., 1981-2010) |      |      |      |      |      |      |      |      |      |      |      |      |        |

## Demografia
Rozwój demograficzny Grenady (1900-2010)

## Gospodarka

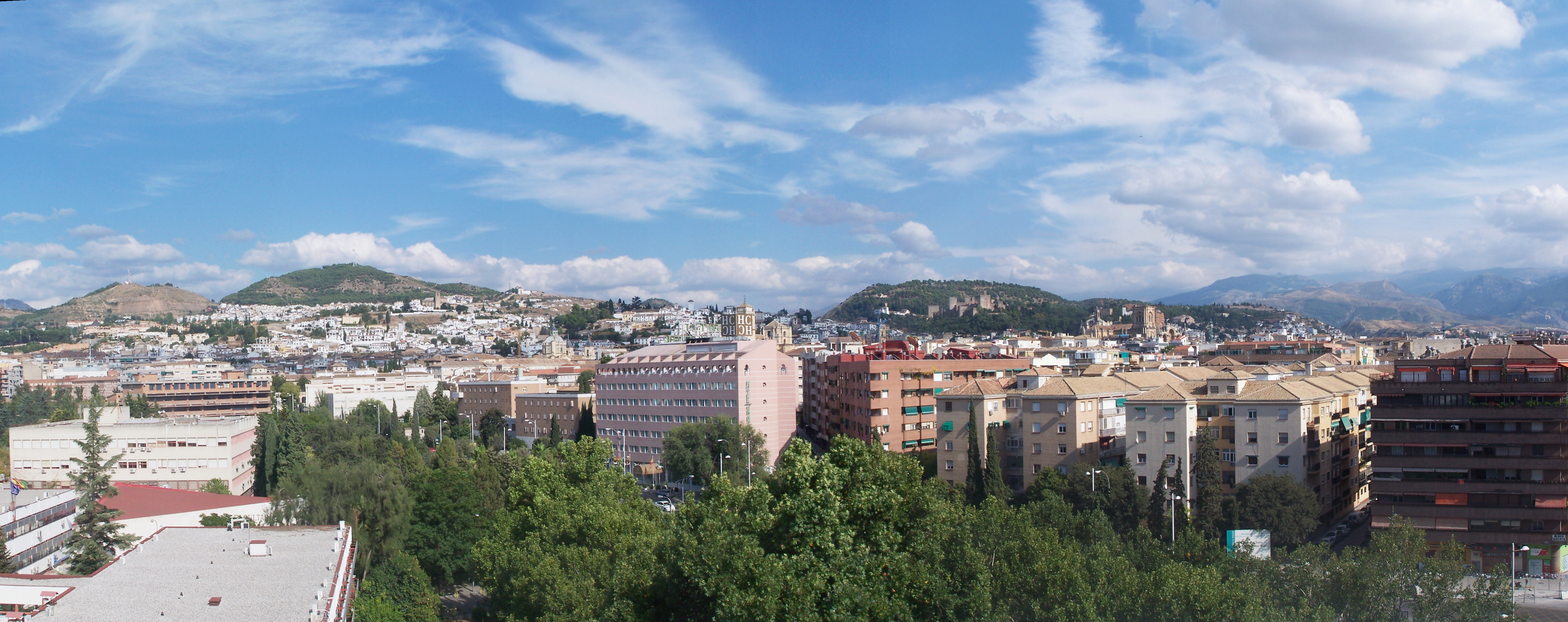
Panorama miasta

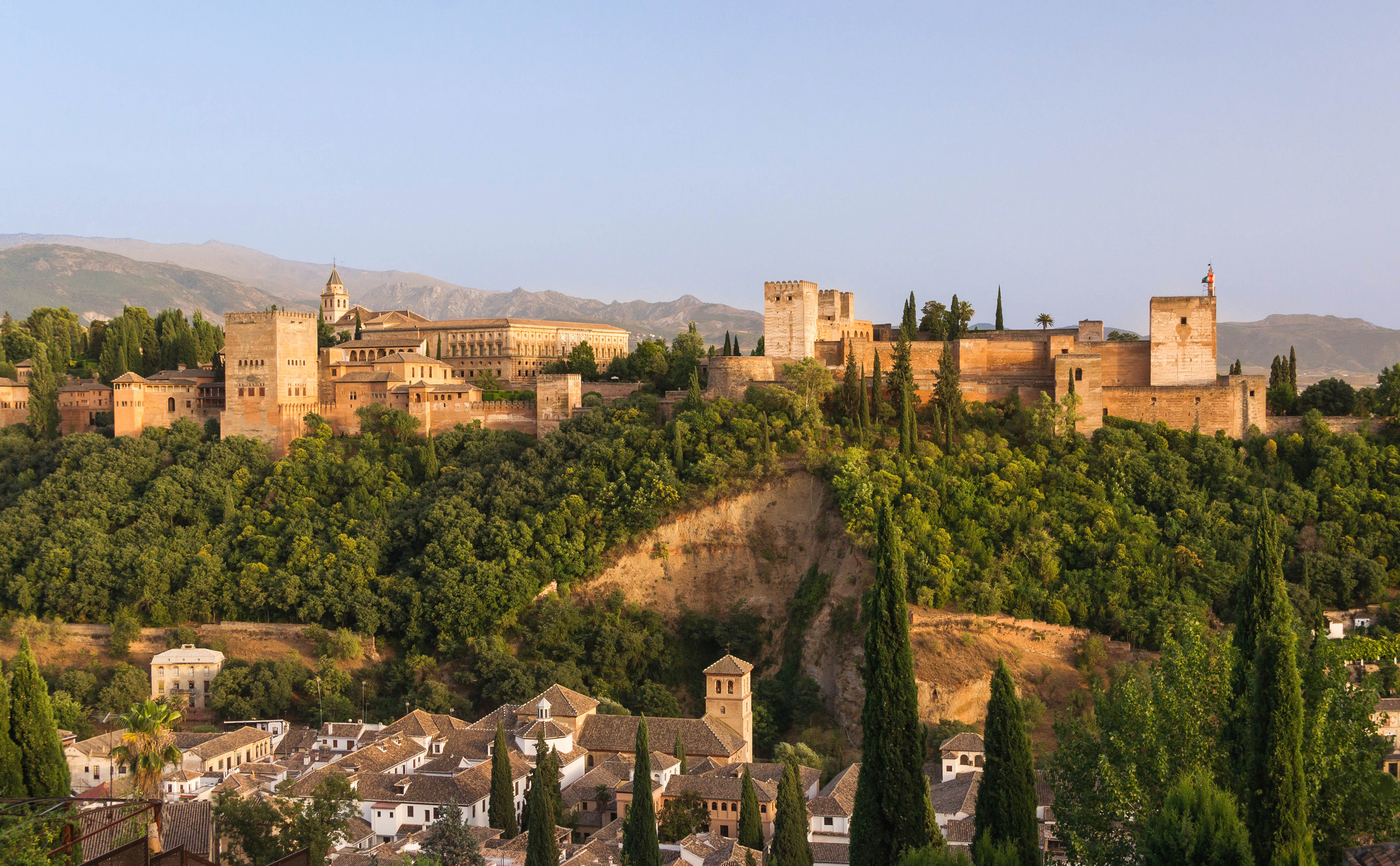
Widok na Alhambrę

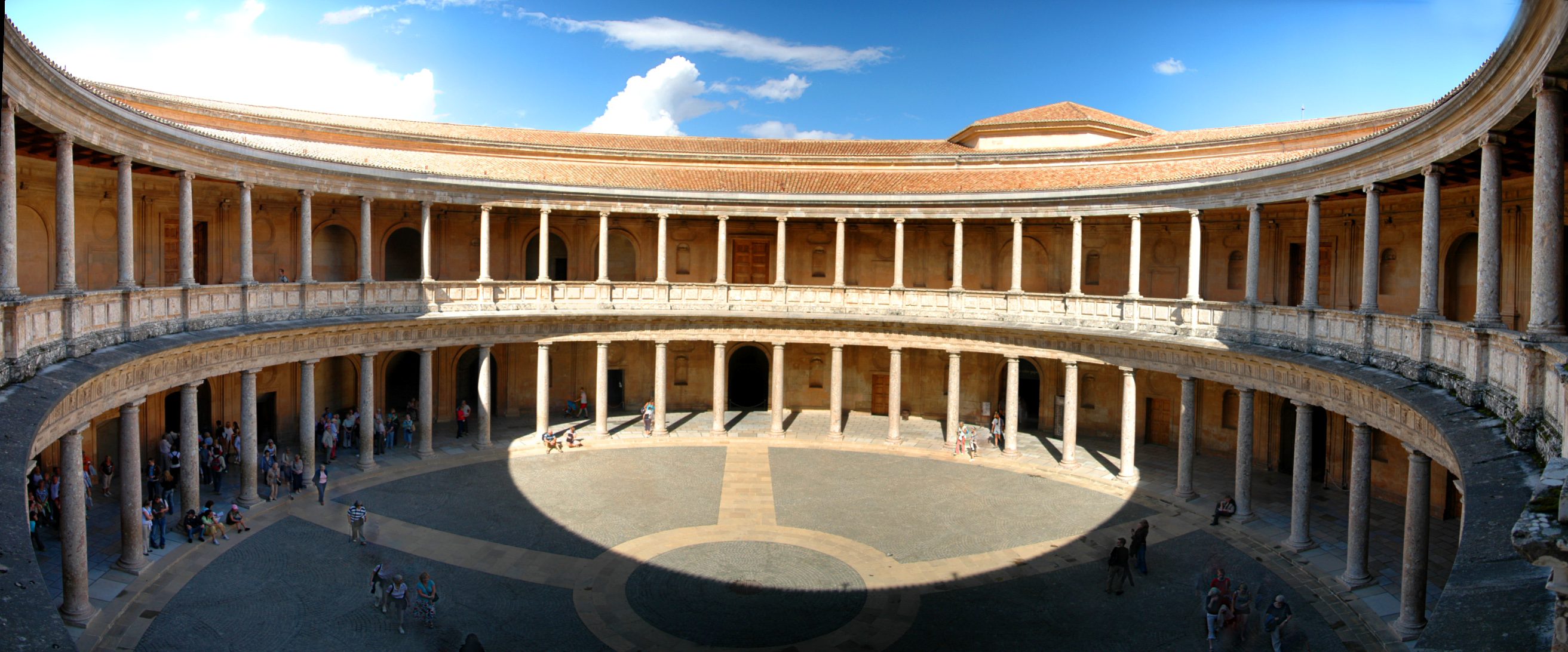
Pałac Karola V

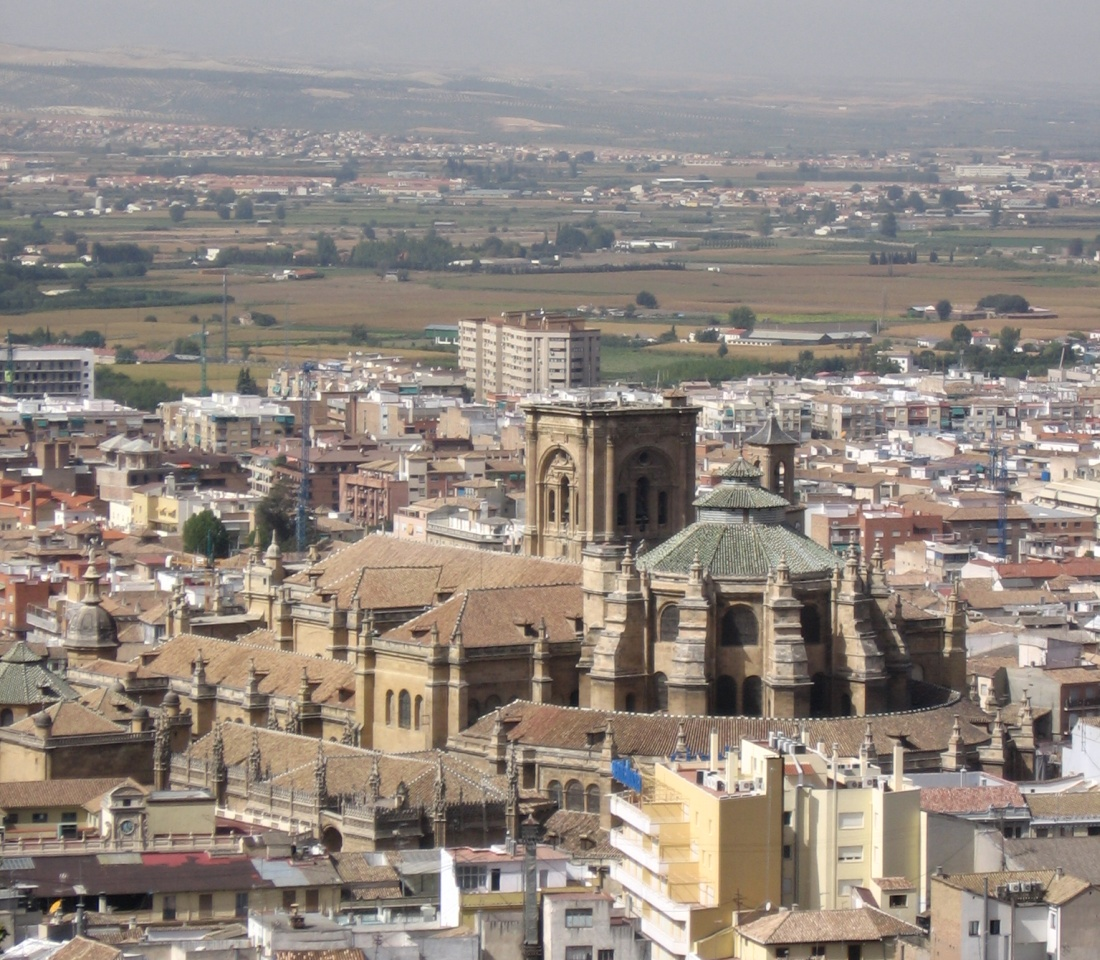
Katedra w Granadzie widziana z Alhambry

Ośrodek handlowy, przemysłowy i kulturalny. Siedziba jednego z czołowych uniwersytetów w kraju. Ważna miejscowość turystyczna, słynna z krajobrazów i zabytków. Znajduje się tutaj stacja kolejowa Granada. W mieście rozwinął się przemysł spożywczy, ceramiczny, chemiczny, włókienniczy oraz obuwniczy.

## Zabytki
Kto nie widział Grenady, ten niczego nie widział – przysłowie hiszpańskie.
- Alhambra, warowny zespół pałacowy zbudowany w XIII w. przez Nasrydów i rozbudowany w XIV w., arcydzieło architektury arabskiej w Hiszpanii, którą cechuje niezwykłe bogactwo dekoracji wnętrz, m.in. arkadowe galerie kolumnowe, stalaktytowe sklepienia, ściany wykładane płytkami azulejos i barwnymi stiukami z ornamentem oraz malowidła ścienne. 
  - Alcazaba (zamek), najstarsza część Alhambry, stoi wysoko na górskiej ostrodze nad rzeką Darro.
  - Mexuar, miejsce pracy urzędników dworskich i państwowych,
    - Sala de Mexuar, gdzie odbywały się posiedzenia rządu i królewskiego sądu;
    - Patio de Mexuar (dawny seraj), piękny dziedziniec z fontanną,
    - Cuarto Dorado, imponujące dzieło nasrydzkiej sztuki, (służąca do audiencji prywatnych);

  - Dziedziniec Mirtów, centralny punkt Alhambry;
    - Sala de la Barca (dawna poczekalnia), z sufitem w kształcie łodzi;
    - Sala Ambasadorów, jedna z najpiękniejszych;
z kopułą – arcydziełem intarsji, wzorem zdobienia reprezentacyjnych sal; (centrum polityczne i dyplomatyczne arabskiej Grenady);

  - Dziedziniec Lwów, najdoskonalszy przykład zdobnictwa mauretańskiego; z fontanną wspartą na 12 lwach;
    - Sala Mozarabów;
    - Sala Królów, z polichromowanymi malowidłami na suficie;
    - Sala Dwóch Sióstr, z gipsowym sklepieniem stalaktytowym,
    - Sala Abencerragów, z kopułą w kształcie gwiazdy.

  - Pałac Karola V, największy obiekt w kompleksie Alhambry, uważany za najpiękniejsze dzieło renesansu poza Włochami[przez kogo?]. Zbudowany w XVI w. na podstawie projektu hiszpańskiego architekta Pedra Machuca[5], jako „znak zwycięstwa” chrześcijaństwa, finansowany ze specjalnie utworzonego podatku płaconego przez Arabów. Jest to monumentalna budowla z galeriami i dwukondygnacyjną kolumnadą wokół okrągłego dziedzińca wewnętrznego. Fasada zewnętrzna jest utrzymana w stylu renesansu toskańskiego. W pałacu znajduje się Muzeum Archeologiczne, gdzie przechowywane są znaleziska z Alhambry, oraz Muzeum Sztuk Pięknych, które oferuje przegląd malarstwa szkół związanych z Grenadą oraz gromadzi dzieła pochodzące z rozwiązanych klasztorów Grenady.
- Generalife, na górnym zboczu Alhambry rozpościera się zespół ogrodowy z pawilonami, który był letnią rezydencją emirów mauretańskich. Obecnie jest wspaniałym przykładem islamskiej sztuki ogrodowej.
- Katedra Santa María de la Encarnación, gotycko-renesansowa z XVI–XVIII w.; wnętrze o długości 116 i szerokości 67 metrów, pięcionawowe, bogato zdobione rzeźbami, obrazami i wyposażone w  dzieła sztuki.
  - Capilla Real, miejsce pochówku Królów Katolickich – Izabeli i Ferdynanda oraz Joanny Szalonej i Filipa Pięknego.
  - Capilla Mayor, w formie kulistej świątyni z bogatym wystrojem plastycznym.
  - Ołtarze: główny – renesansowy z  naturalistycznymi rzeźbami i reliefami oraz św. Jakuba
  - Zakrystia ze skarbcem i kolekcją malarstwa flamandzkiego, m.in. Rogiera van der Weydena, Hansa Memlinga.
- Klasztor kartuzów z kościołem, XVI-XVII wiek, z zakrystią w stylu churrigueryzmu z XVIII wieku; zaliczany do arcydzieł architektury barokowej.
- Klasztor San Jerónimo, budowa rozpoczęta na polecenie Królów Katolickich w 1496[6]. Karol V wydał rozporządzenie żeby klasztor został poświęcony pamięci dowódcy wojsk hiszpańskich, wicekrólowi Neapolu Gonzalo Fernándezowi de Córdoba. Zwłoki księcia zostały złożone w tym klasztorze. Klasztorowi nadał ostateczny kształt Diego de Siloé, główny architekt budowy od 1528 roku.
- Kościoły: San Pedro y San Pablo i Santa Ana.
- Pałace: Casa del Cabildo Antiquo (dawna szkoła wyższa z czasów Maurów) i arcybiskupi z XVII wieku.
- Kamienice z XVI wieku: Corral de Carbon, Casa de los Tiros, Casa del Castri.
- Albaicin, stara zabytkowa dzielnica z klimatem mauretańskiej Grenady.

## Ludzie urodzeni w Grenadzie
- Francisco Ayala – hiszpański pisarz
- Alonso Cano – hiszpański rzeźbiarz, malarz i architekt epoki baroku
- Manuel Gómez-Moreno González – hiszpański malarz
- Juanjo Guarnido – hiszpański grafik i rysownik komiksów
- Ludwik z Grenady – mistyk dominikański
- Pedro de Mena – hiszpański rzeźbiarz okresu baroku

## Miasta partnerskie
- Aix-en-Provence, Francja
- Belo Horizonte, Brazylia
- Bydgoszcz, Polska
- Coral Gables, Stany Zjednoczone
- Dubaj, Zjednoczone Emiraty Arabskie
- Florencja, Włochy
- Fryburg Bryzgowijski, Niemcy
- Marrakesz, Maroko
- Szardża, Zjednoczone Emiraty Arabskie
- Tetuan, Maroko
- Tilimsan, Algieria